# フィリッパ (小惑星)
フィリッパ (977 Philippa) は小惑星帯に位置する小惑星である。アルジェリアのアルジェ天文台でヴェニアミン・ジェコフスキーによって発見された。
フランスの資本家フィリップ・ロスチャイルド男爵にちなんで命名された。